# 伊普斯海姆
伊普斯海姆是德国巴伐利亚州的一个市镇。总面积42.27平方公里，总人口2125人，其中男性1060人，女性1065人（2011年12月31日），人口密度50人/平方公里。